# Первой Бригады Совхоза
Первой Бригады Совхоза — поселок в Нурлатском районе Татарстана. Входит в состав Тюрнясевского сельского поселения.

## География
Находится в южной части Татарстана на расстоянии приблизительно 23 км на северо-запад по прямой от районного центра города Нурлат.

## История
Основан в 1920-х годах. В поселке имеется часовня на Тюрнясевском ключе.

## Население
Постоянных жителей было в 1926 году — 36, в 1938 — 4, в 1958—223, в 1970—280, в 1979—208, в 1989 — 88, в 2002 году 36 (чуваши 53 %, татары 36 %), в 2010 году 9.